# Зарічний (Варнавинський район)
Зарєчний (рос. Заречный) — селище в Варнавинському районі Нижньогородської області Російської Федерації.
Населення становить 809 осіб. Входить до складу муніципального утворення Сєвєрна сільрада.

## Історія
Від 2009 року входить до складу муніципального утворення Сєвєрна сільрада.

## Населення
| 1999 | 2002 | 2010 |
| ---- | ---- | ---- |
| 96   | ↗775 | ↗809 |